# Emmanuelle (film)

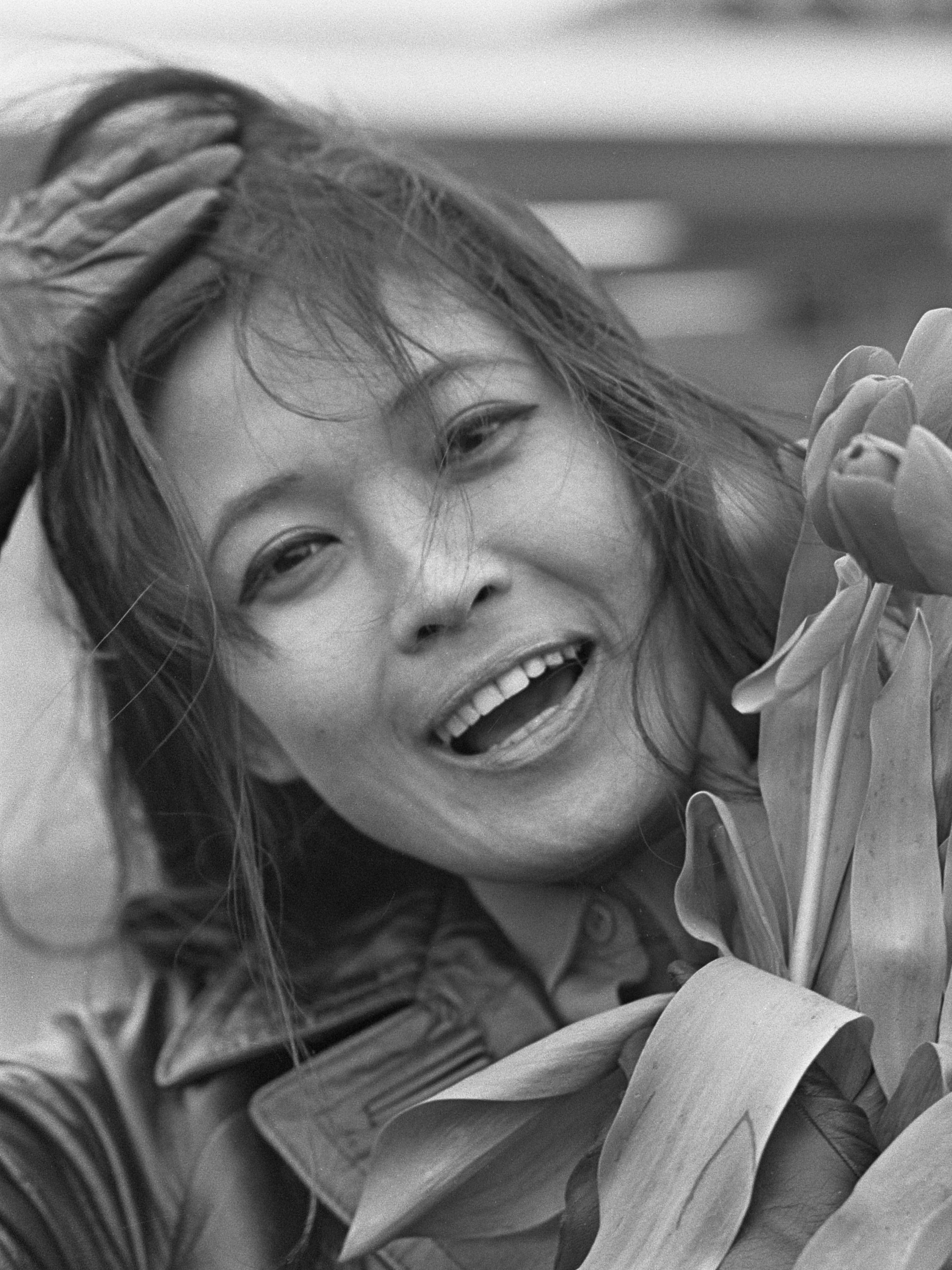
Emmanuelle Arsan / Marayat Andriane (1967)

Emmanuelle este un film dramatic francez din 1974 regizat de Just Jaeckin.  Este prima parte dintr-o serie de filme pornografice softcore franceze bazate pe romanul Emmanuelle de Emmanuelle Arsan. Sylvia Kristel interpretează rolul principal, o femeie care face o excursie la Bangkok pentru a-și îmbunătăți experiența sexuală.